# Nowy cmentarz żydowski w Orli
Nowy cmentarz żydowski w Orli – kirkut służący niegdyś żydowskiej społeczności Orli. 

## Opis
Powstał w XIX wieku po zapełnieniu starego cmentarza. Został zniszczony w czasie II wojny światowej. Miał powierzchnię około 1,5 ha. Obecnie jego powierzchnia wynosi 0,7 ha.
Na cmentarzu zachowało się kilkadziesiąt nagrobków.
23 września 2021 roku na cmentarzu w Orli odbyła się ceremonia upamiętnienia cmentarza. Wydarzenie zainicjowane przez Ministerstwo Kultury, Dziedzictwa Narodowego i Sportu, wspólnie zorganizowały Muzeum Historii Żydów Polskich POLIN, Narodowy Instytut Dziedzictwa oraz Gminna Biblioteka Publiczna w Orli.

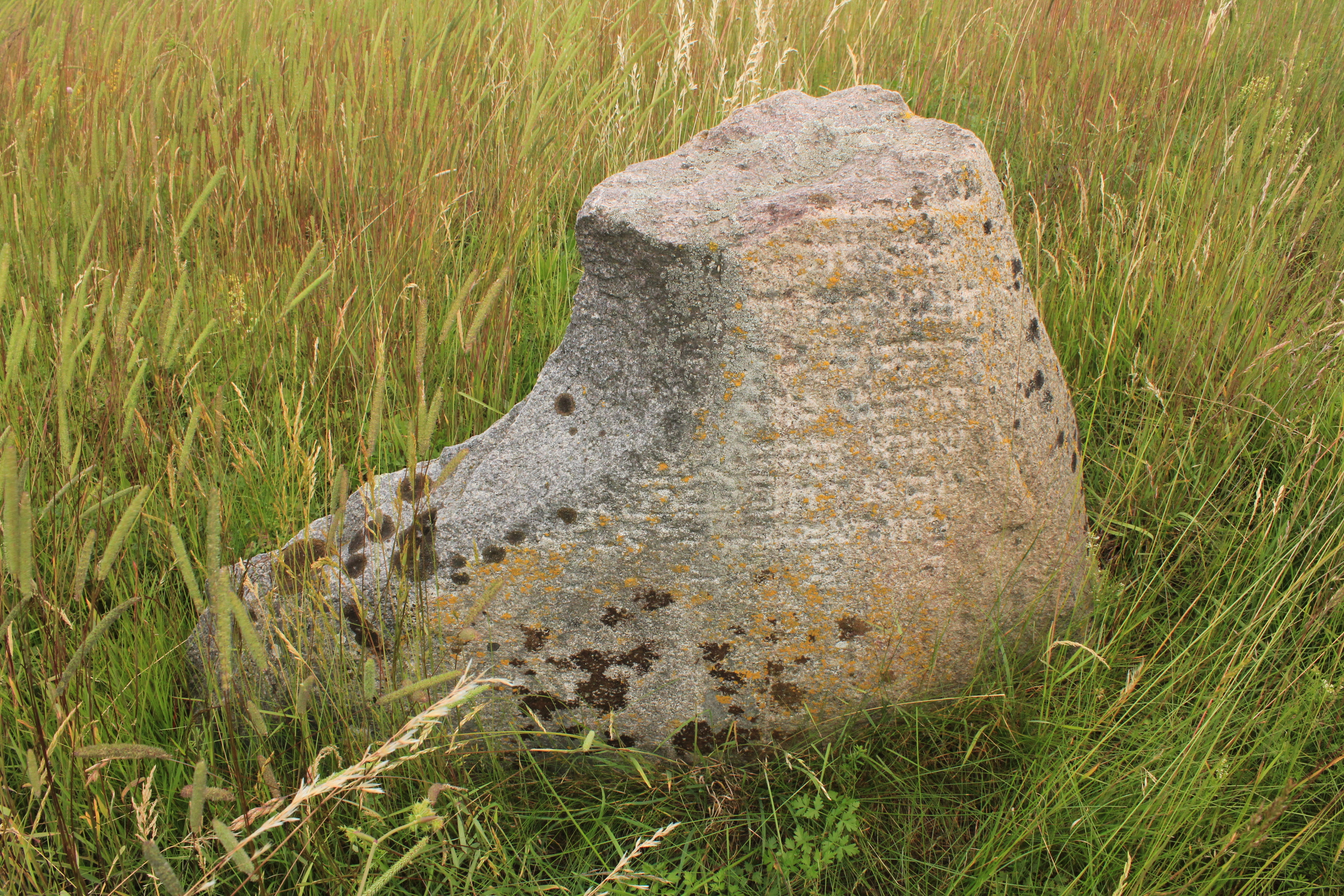
Jeden z ocalałych kamieni nagrobnych